# بيت قرطبة
بيت قرطبة (بالإنجليزية: Cordoba House)‏ أو بارك51 (بالإنجليزية: Park51)‏ هو مبنى مقترح من 13 طابقًا لجعله مركز مجتمع إسلامي و مسجد ومركز ثقافي إسلامي، ومن المخطط بناؤه في مدينة نيويورك في مكان لركن السيارات بين غرب برادواي وشارع تشرش، على بعد مبنيين من موقع مبنى التجارة العالمي. ومن المقرر أن يضم المشروع إلى جانب المسجد، مطعمًا ومسرحًا وملاعب رياضية، بالإضافة إلى إمكانية إقامة دار حضانة للأطفال. وقد وافق مجلس مدينة نيويورك بأغلبية ساحقة على بناء المسجد إلا أن مشروع البناء أثار الكثير من الاحتجاجات في الولايات المتحدة. قال رئيس مجلس النواب الأمريكي السابق نيوت جينجرتش أن المركز الثقافي الإسلامي «يهدف إلى تدمير حضارتنا». ولقد حاول معارضو إقامة المسجد استصدار قرار بمنح المبنى صفة تأريخية لأن مبنى بارك بلاس عمره 152 عاما ويفترض هدمه، تمهيدًا لإقامة المشروع. إلا أن لجنة البلدية في نيويورك عارضت بالإجماع إعطاء المبنى صفة تاريخية، وقال أعضاء اللجنة أن المبنى المقام على الطراز الإيطالي، ويعود تاريخه إلى عام 1857، ويقع بين عدة شركات، وهو لا يحمل صفة تاريخية، ورفضوا منحه صفة معلم رئيسي.

## مواقف مؤيدة للبناء
ومن المؤيدين لبناء المبنى الرئيس الأمريكي باراك أوباما حيث أيد بناء المركز الإسلامي على بعد بنايتين من موقع أحداث 11 سبتمبر، وقال إن «التزامنا بالحرية الدينية لا يتزعزع»، وقال في حفل إفطار أقيم في البيت الأبيض: «باعتباري مواطنًا وباعتباري رئيسًا أعتقد أن للمسلمين نفس الحق في ممارسة شعائر دينهم كأي شخص آخر في هذا البلد.» وحصل البناء على تأييد قوي من رئيس بلدية نيويورك مايكل بلومبيرغ. كما شكلت في نيويورك منظمة جديدة سمت نفسها جيران نيويورك من أجل القيم الأمريكية، تضم أكثر من 40 جمعية دينية مسلمة ومسيحية ويهودية ومنظمات مدنية، تؤيد المنظمة بناء المركز الإسلامي.

## مواقف معارضة للبناء
أقام عدد من ضحايا 11 ستبمبر حملة ضد بناء المركز الإسلامي، كما عارض البناء سارة بالين، ونيوت جينجريتش وهو رئيس جمهوري سابق لمجلس النواب. وقالت مديرة منظمة أوقفوا أسلمة أمريكا باميلا جيلر أن الدعم الذي قدمه الرئيس أوباما لبناء المسجد يغفل ما قالت أنه «تاريخ الإسلام في بناء المساجد على الأماكن المقدسة للمهزومين والبلاد التي فتحت إسلاميًا». ووافقت هيئة المرور في نيويورك على إعلان سيوضع على أغلب حافلات نيويورك، والإعلان من أربع صور يصور مراحل تدمير برجي مركز التجارة العالمي، إذ تظهر فيه طائرة تتجه إلى البرجين وبجوارها مسجد.

## وصلات خارجية
- موقع بيت قرطبة
- الإسلام والغرب من أدخلنا هذا النفق؟ إيلاف، نقلًا عن البيان الإماراتية